# Tarsiger
Tarsiger és un gènere d'ocells de la família dels muscicàpids (Muscicapidae).

## Taxonomia
Segons la Classificació del Congrés Ornitològic Internacional (versió 11.2, juliol 2021) aquest gènere està format per 6 espècies:
- Tarsiger indicus - Rossinyol cellut.
- Tarsiger hyperythrus - Rossinyol ventre-rogenc.
- Tarsiger johnstoniae - Rossinyol de Taiwan.
- Tarsiger cyanurus - Rossinyol cuablau.
- Tarsiger rufilatus - Rossinyol de l'Himàlaia.
- Tarsiger chrysaeus - Rossinyol daurat.